# پیتسو
پیتسو (به ایتالیایی: Pizzo) یک کومونه در ایتالیا است که در استان ویبو والنتیا واقع شده‌است.

## خصوصیات
پیتسو ۲۲٫۳۴ کیلومترمربع مساحت و ۹٬۲۰۱ نفر جمعیت دارد و ۴۴ متر بالاتر از سطح دریا واقع شده‌است.